# No sé olvidar
"No sé olvidar" es es título de una canción escrita y producida por Kike Santander, e interpretada por el artista mexicano Alejandro Fernández. Se lanzó como el tercer sencillo de su sexto álbum de estudio Me estoy enamorando (1997). La canción es un bolero - balada pop con influencias rancheras y retrata al cantante tratando desesperadamente de olvidar a su amante. Se hizo un video musical para la canción que presenta a un Alejandro desesperado a intentar no recordar a su amante sólo para profundizar lentamente en la locura. Recibió una nominación a Video del Año en los Premios Lo Nuestro de 1998.
Alcanzó la cima de la lista Billboard Hot Latin Tracks en los Estados Unidos y estuvo ocho semanas en esta posición. La grabación llevó a Fernández a recibir una nominación a Hot Latin Track of the Year y Pop Hot Latin Track of the Year en los Premios Billboard de la Música Latina de 1999, mientras que Santander recibió un premio BMI Latin por la canción en el mismo año.

## Antecedentes y composición
Desde 1992, Alejandro Fernández estableció su carrera musical como cantante de rancheras al igual que su padre, el icónico cantante de rancheras, Vicente Fernández. Sus álbumes anteriores, Alejandro Fernández (1992), Piel de niña (1993), Grandes éxitos a la manera de Alejandro Fernández (1994), Qué seas muy feliz (1995) y Muy dentro de mi corazón (1996), ayudaron a solidificar a Alejandro como cantante de rancheras. Aunque su último disco, Muy dentro de mi corazón, fue un éxito, él no quería simplemente grabar otro disco de ranchera. "Si hubiera sacado otro disco solo de rancheras, la gente hubiera esperado lo mismo y entonces me hubieran empezado a juzgar por ese tema [musical]", lo explicó. También señaló la popularidad del bolero en las estaciones de radio y citó su menguante difusión radial. Después de escuchar Mi Tierra de Gloria Estefan, Alejandro buscó al esposo de la cantante, el productor Emilio Estefan, para que produjera su próximo álbum. Tras escuchar la propuesta del cantante, Emilio aceptó la idea de producir el disco. La grabación tuvo lugar en los Crescent Moon Studios de Estefan en Miami, Florida.
"No sé olvidar", junto con los demás temas del disco, es un bolero - balada pop con influencias rancheras. Fue escrita por el cantautor colombiano Kike Santander y coproducida por Santander y Estefan. La letra retrata al protagonista atormentado por no poder olvidar a su amante y suplica volver a verla. Alejandro interpretó la canción en vivo durante su gira promocional de Me Estoy Enamorando. "No Sé Olvidar" fue lanzado como el tercer sencillo de Me Estoy Enamorando. Una versión en vivo se incluyó en el disco Confidencias Reales: En Vivo Desde el Teatro Real (2014). La pista también se agregó a los álbumes recopilatorios 15 Años de Éxitos (2007) y Más Romántico Que Nunca: Sus Grandes Éxitos Románticos (2010).

## Recepción
En los Estados Unidos, No sé olvidar debutó en el puesto 28 de la lista Billboard Hot Latin Tracks en la semana del 21 de febrero de 1998. El sencillo alcanzó la cima de la lista dos semanas después, sucediendo a Vuelve del artista puertorriqueño-estadounidense Ricky Martin. Estuvo ocho semanas consecutivas en este puesto siendo reemplazada por Una fan enamorada del dúo venezolano Servando & Florentino.  La canción terminó 1998 como la sexta canción latina con mejor interpretación del año en los Estados Unidos. La canción también llegó a la cima de la lista Latin Pop Airplay, donde pasó un total de ocho semanas en esta posición, empatando con Rezo del cantautor y actor puertorriqueño-estadounidense Carlos Ponce como la canción número uno más larga del año.  En noviembre de 1999, No sé olvidar fue etiquetada como una de las "pistas más candentes" de Sony Discos en una lista que incluye las canciones más exitosas lanzadas por el sello desde el lanzamiento de la lista Billboard Hot Latin Tracks en 1986. 
Eliseo Cardona de El Nuevo Herald destacó a No sé olvidar como uno de los boleros donde Alejandro interpreta con "intensidad y pasión". En los Premios Billboard de la Música Latina de 1999, No sé olvidar fue nominada a Hot Latin Track of the Year y Pop Hot Latin Track of the Year. Él perdió el primer premio con Por mujeres como tú de Pepe Aguilar y el segundo con Vuelve de Ricky Martin. La pista también llevó a Santander a recibir un premio BMI Latin en 1999 en reconocimiento a las canciones latinas con mejor interpretación en 1998.

## Video musical
Al comienzo del video musical, Alejandro enciende la radio del automóvil donde está en el aire una mujer personalidad de la radio llamada Verónica e inmediatamente recibe recuerdos de ella. Una vez que llega a su casa, enciende la radio donde ella toca el tema No sé olvidar en la estación de radio. Mira sus fotos con Verónica y las quema en la chimenea. Sale pero aún no puede olvidar el tiempo que pasó con ella y la imagina verla a su lado. Ejerce como otro intento de olvidar, pero fue en vano. Alejandro se ducha y alucina que Verónica está a su lado y lo abraza.  Luego, él comienza a perder la cabeza y rompe los muebles de la casa. Recoge su otra foto con Verónica, le prende fuego y procede a prender fuego a la casa. Al final de la canción, ella le pide perdón en la radio muy triste. El video termina con una cita en español que se traduce como "Ni siquiera el fuego puede consumir el alma. . ." . Recibió una nominación a Video del Año en la Décima Entrega Anual de los Premios Lo Nuestro en 1998, pero perdió ante Ella y él de Ricardo Arjona.

## Listas

### Listas semanales
| Chart (1998)                       | Máxima posición |
| ---------------------------------- | --------------- |
| El Salvador (Notimex)              | 5               |
| Mexico Ballads (AEE)               | 1               |
| Estados Unidos (Hot Latin Songs)   | 1               |
| Estados Unidos (Latin Pop Airplay) | 1               |
| Venezuela (Record Report)          | 3               |

### Lista de fin de año
| Chart (1998)                       | Posición |
| ---------------------------------- | -------- |
| U.S. Hot Latin Tracks (Billboard)  | 6        |
| U.S. Latin Pop Airplay (Billboard) | 3        |

### Sucesión en las listas
| Predecesor: Vuelve de Ricky Martin | U.S. Billboard Hot Latin Tracks — Sencillo N°. 1 14 de marzo de 1998 - 8 de mayo de 1998 | Sucesor: Una fan enamorada de Servando & Florentino |

| Predecesor: My Heart Will Go On de Celine Dion | U.S. Billboard Latin Pop Airplay — Sencillo N°. 1 (Primera vuelta) 21 de marzo de 1998 - 27 de marzo de 1998 | Sucesor: Cómo dueles en los labios de Maná   |
| Predecesor: Cómo dueles en los labios de Maná  | U.S. Billboard Latin Pop Airplay — Sencillo N°. 1 (Segunda vuelta) 4 de abril de 1998 - 22 de mayo de 1998   | Sucesor: Huele a peligro de Myriam Hernández |

## Créditos y personal
Créditos adaptados de las notas de Me estoy enamorando. 

### Personal
- Alejandro Fernández: voz
- Kike Santander: composición, arreglista, guitarra acústica, vihuela, bajo, teclados
- René Luis Toledo: guitarra de doce cuerdas
- Rafael Solano: percusión
- Archie Peña: batería, maracas
- Teddy Mulet: trompeta.